# Austroclemmus saltensis
Austroclemmus saltensis là một loài bọ cánh cứng trong họ Endomychidae. Loài này được Weise miêu tả khoa học năm 1922.